# Tetrastigma serrulatum
Tetrastigma serrulatum là một loài thực vật hai lá mầm trong họ Nho. Loài này được (Roxb.) Planch. miêu tả khoa học đầu tiên năm 1887.